# Фридрих Кристиан (курфюрст Саксонии)
Фридрих Кристиан Леопольд Иоганн Георг Франц Ксавер Саксонский (нем. Friedrich Christian Leopold Johann Georg Franz Xaver von Sachsen; 5 сентября 1722, Дрезден — 17 декабря 1763, Дрезден) — курфюрст Саксонии из Альбертинской линии Веттинов.
Его отец — Фридрих Август II, курфюрст Саксонии и король Польши под именем Август III, мать — Мария Йозефа Австрийская.

## Биография

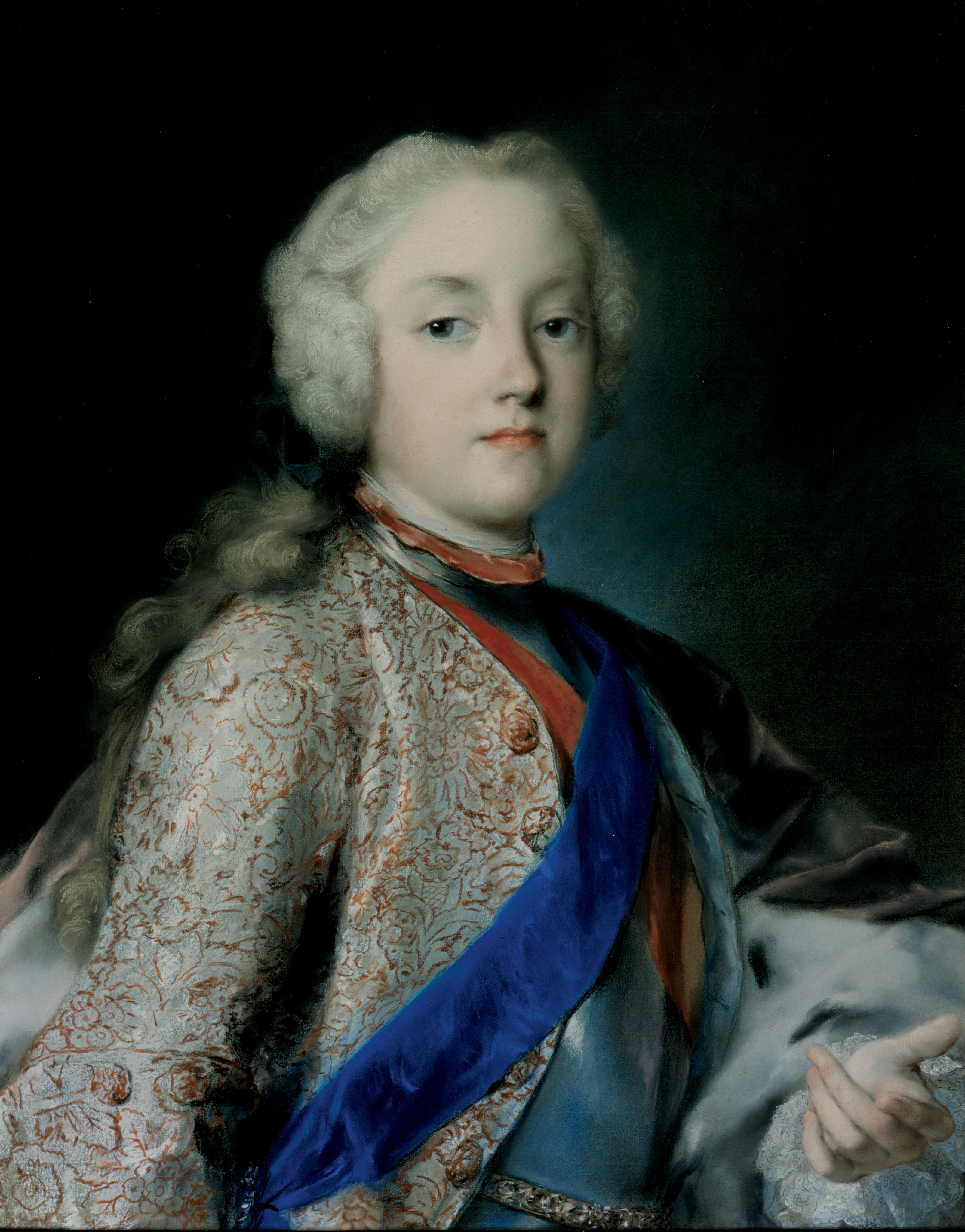
наследный принц Фридрих Кристиан в 1739 году

С рождения Фридрих был слабым ребёнком, одна его нога была частично парализована. Его мать неоднократно пыталась убедить его выбрать карьеру церковного иерарха, отказавшись от прав на престол в пользу младших братьев.
Ранняя смерть старших братьев (Фридрих Август умер в 1721 году, а Иосиф Август в 1728 году) сделала его наследником престола. 5 октября 1763 года со смертью своего отца, Фридрих Кристиан стал курфюрстом Саксонии.
Он был открыт для идей эпохи Просвещения, а также обладал музыкальным талантом.
Одним из своих первых актов Фридрих отстранил от власти премьер-министра Брюля из-за его непопулярности. Она была вызвана не только неудачной экономической политикой, но и внешней, из-за которой Саксония была втянута в Семилетнюю войну.
Курфюрст занялся восстановлением финансовой системы Саксонии с помощью своих реформ. Ему удалось восстановить опустошённую войной страну, снизить расходы на судебную систему и упростить правительство по экономическим принципам.
Вместе со Станиславом Августом Понятовским, Адамом Чарторыйским и Яном Браницким был кандидатом на выборах короля Речи Посполитой 1764 года.
Фридрих Кристиан стал курфюрстом в октябре 1763 года, но после всего двух месяцев правления скончался от оспы.

## Семья
В 1747 году Фридрих Кристиан он женился на Марии Антонине принцессе Баварской. Двое его сыновей — Фридрих Август и Антон — стали королями Саксонии.
- мертворождённый сын (1748)
- Фридрих Август I (1750—1827), курфюрст и позже король Саксонии, герцог Варшавский
- Карл Максимилан (1752—1781)
- Йозеф (1754—1763)
- Антон (1755—1836), король Саксонии;
- Мария Амалия (1757—1831), замужем за Карлом II Августом Биркенфельд-Бишвейлерским
- Максимилиан (1759—1838)
- Тереза Мария (1761—1820)
- мертворождённый сын (1762)